# Postromanticismo
Il postromanticismo si riferisce a una serie di tentativi e atteggiamenti culturali che emergono tra la fine del diciannovesimo e l'inizio del ventesimo secolo, dopo il periodo del romanticismo.
Herman Melville e Thomas Carlyle sono scrittori postromantici. Madame Bovary di Flaubert è un romanzo postromantico. Il periodo del postromanticismo in poesia è definito come la fine del diciannovesimo secolo, ma comprende la poesia di Letitia Elizabeth Landon e Tennyson.

## Postromanticismo nella musica
Il postromanticismo nella musica faceva riferimento a compositori romantici che usavano forme che si trovavano tipicamente nel classico e nel barocco, pur conservando ancora aspetti dell'era romantica. Tra i compositori postromantici più noti troviamo Giacomo Puccini e Sergei Rachmaninov. Arthur Berger descrive il misticismo di La Jeune France come postromanticismo piuttosto che neoromanticismo. Anche Hans Pfitzner scrisse opere postromantiche come la sua opera Palestrina.
A differenza dei compositori tardo romantici come Richard Strauss e Alexander Scriabin, i compositori della musica postromantica crearono una o entrambe le forme e l'armonia tradizionali. Béla Bartók, per esempio, "in tali opere influenzate da Strauss come Il castello di Barbablù", si può affermare che abbia ancora usato la "dissonanza ['intervalli come quarte e settime'] con lo scopo di ottenere un'espressione postromantica, non semplicemente [sempre] come un richiamo all'arte primordiale del suono", a differenza di Arnold Schönberg e dello stesso Strauss, che credevano entrambi in "una mitologia del progresso storico nella musica occidentale".